# Warmen
Warmen är en finsk metalgrupp grundad 1999 av keyboardisten Janne Wirman (ex-Children of Bodom), samt hans bror, gitarristen Antti Wirman. 
Under merparten av sin existens har bandet inte haft någon fast vokalist utan förlitat sig på gästsångare, som till exempel Kimberly Goss (Sinergy), Timo Kotipelto (Stratovarius), Pasi Nykänen (Throne of Chaos) och Alexi Laiho (Children of Bodom). Från och med 2023 har Warmen i och med rekryteringen av Petri Lindroos dock en permanent sångare.
Bandet har släppt sju studioalbum. Det senaste, Band of Brothers, gavs ut i augusti 2025. I maj samma år släpptes titelspåret som en första singel med tillhörande textvideo.

## Medlemmar
Nuvarande medlemmar
- Janne Wirman – keyboard, synthesizer (2000– )
- Antti Wirman – elgitarr (2000– )
- Jyri Helko – basgitarr (2009– )
- Seppo Tarvainen – trummor (2023– )
- Petri Lindroos – growl, gitarr (2023– )

Tidigare medlemmar
- Mirka Rantanen – trummor (1999–2023)
- Sami Virtanen – gitarr (1999–2009)
- Lauri Porra – basgitarr (2000–2009)

Bidragande musiker
- Roope Latvala – gitarr
- Jari Kainulainen – basgitarr
- Kimberly Goss – sång
- Timo Kotipelto – sång
- Pasi Nykänen – sång
- Alexi Laiho – sång
- Marko Vaara – sång
- Jonna Kossonen – sång
- Ralph Santolla – sång

## Diskografi
Studioalbum
- Unknown Soldier (2000)
- Beyond Abilities (2001)
- Accept the Fact (2005)
- Japanese Hospitality (2009)
- First of the Five Elements (2014)
- Here for None (2023)
- Band of Brothers (2025)

Singlar
- "Alone" (2001)
- "Somebody's Watching Me" (2005)
- "They All Blame Me" (2005)
- "Separate Ways" (2009)
- "Black Cat" (2010)
- "Band of Brothers" (2025)
- "Nine Lives" (2025)

Samlingsalbum
- Unknown Soldier/Beyond Abilities (2007)
- The Evil That Warmen Do (2010)